# Wendy Pini
Wendy Pini, född 4 juni 1951 i San Francisco, är en amerikansk serieskapare, mest känd för fantasyserien Alverfolket (originaltitel Elfquest).
Wendy Pini började sin karriär som illustratör för tidningar som Galaxy Science Fiction och Worlds of If. Sitt första uppdrag som professionell serietecknare fick hon på Marvel Comics när hon fick teckna ett album av Red Sonja.
1978 startade hon och hennes man, Richard Pini, förlaget WaRP Graphics (Wendy and Richard Pini) under vilket de började ge ut Alverfolket tillsammans.